# Jankovich-Höhle
Die Jankovich-Höhle (ung. Jankovich-barlang) ist eine 36 Meter lange Karsthöhle bei Bajót im Gerecse-Gebirge in Ungarn.
Sie ist eponymer Fundort des Jankovichien, einer lokalen transdanubischen Ausprägung des Szeletien.

## Geographische Lage
Die Jankovich-Höhle liegt 1,5 km südöstlich der Ortschaft Bajót in einem steilen, bewaldeten Nordhang des 374 m hohen Berges Öreg-kő (Alte Klippe). Ihr Eingang liegt 20 m unter dem Gipfel und ist über unbefestigte Waldwege und Treppen erreichbar. Die Entfernung zur Donau beträgt 4,2 km Luftlinie.

## Topographie
Die horizontal angelegte Karsthöhle öffnet mit einem etwa 10 m hohen und 7 m breiten, spitzbogenförmigen Portal nach Norden. Diesem schließt sich die 15 m hohe Große Halle an, deren Decke eine kreisrunde Öffnung von 6 m Durchmesser aufweist. Die Höhlenwände sind von schräg aufgeworfenen Kalksteinbänken und zahlreichen Auskolkungen geprägt. Im hinteren Teil fällt die Höhle in der Höhe um etwa die Hälfte ab und verengt sich zu einem mehrere Meter breiten und tiefen Gewölbe, an dessen östlicher Wand ein Seitengang nach unten abzweigt. Dieser verläuft in südlicher Richtung und endet nach 7 m im sogenannten Kuppel-Raum mit einer 5 m hohen, charakteristisch gewölbten Decke.
Der Vorplatz der Jankovich-Höhle ist nur wenige Quadratmeter groß und einseitig von einer Kalksteinwand begrenzt. Ursprünglich war er ebenfalls Teil der Höhle, die Überwölbung wurde jedoch bereits vor 1913 für industrielle Zwecke abgebrochen. In einem Graben in der östlichen Ecke des Vorplatzes befindet sich der Eingang zu der von I. Gaál entdeckten Unteren Grotte. Sie verläuft unter der Jankovich-Höhle und ist im vorderen Bereich der Großen Halle mit ihr verbunden.

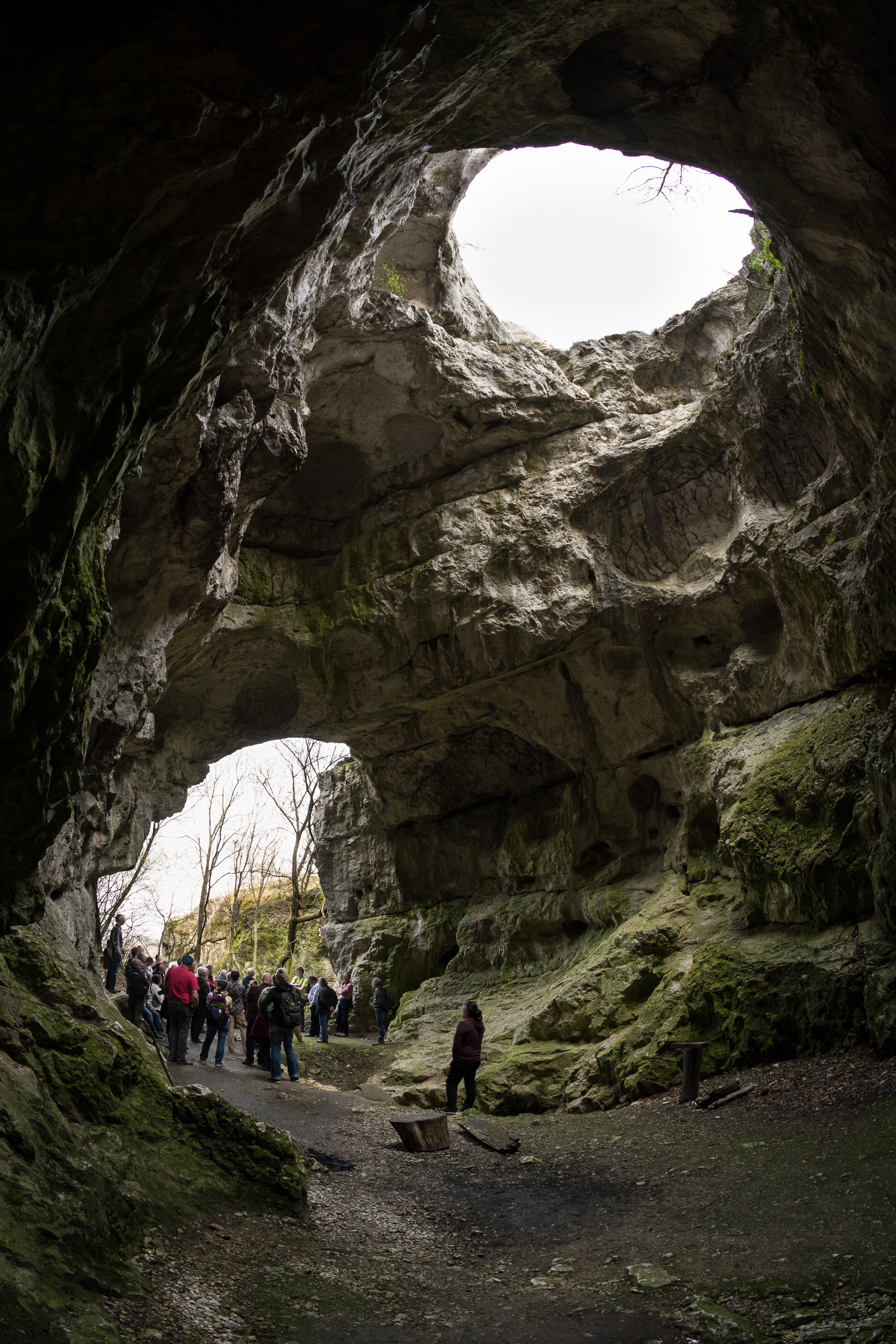
Große Halle
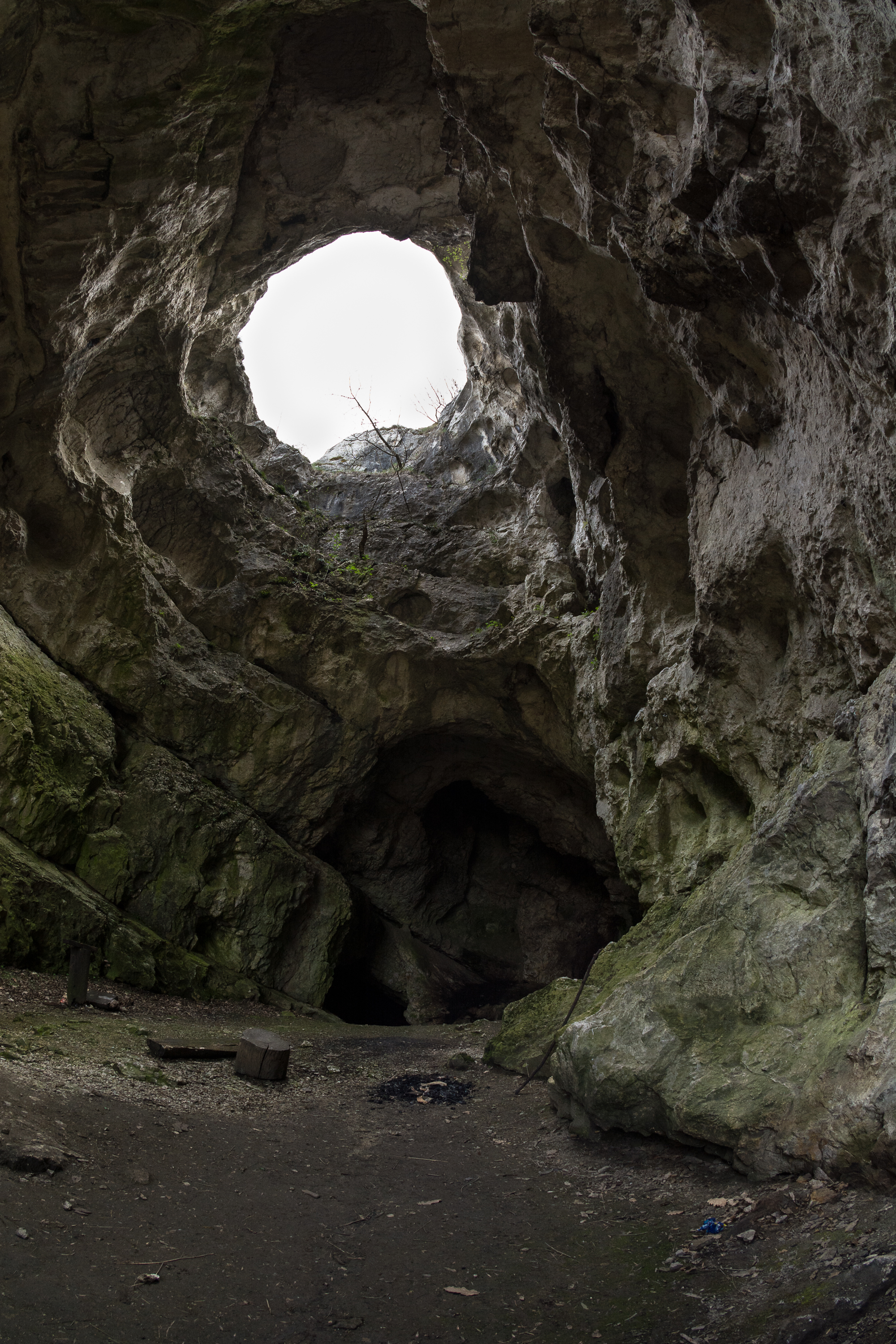
Hinterer Teil der Höhle mit Öffnung zum Seitengang
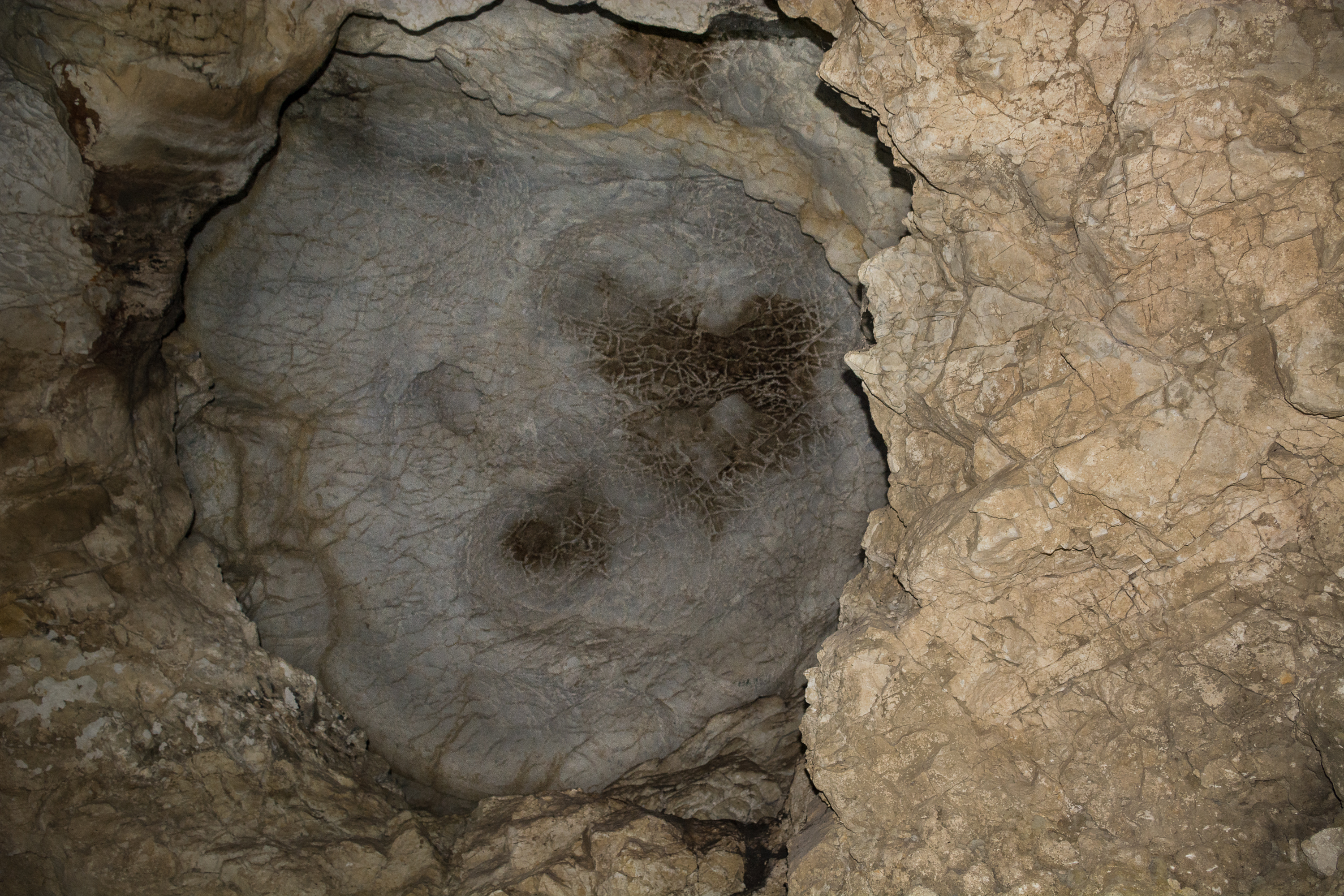
Gewölbte Decke im Kuppel-Raum

## Forschungsgeschichte
Zwischen 1913 und 1918 sowie 1925 wurde bei Ausgrabungen unter der Leitung von Jenő Hillebrand (1884–1950) ein Großteil der bis zu 6 m mächtigen Höhlensedimente abgetragen. Die Kampagnen liefen wenig systematisch ab und über Befunde, Stratigraphie und Lage der geborgenen Artefakte veröffentlichte Hillebrand nur unvollständige und zum Teil widersprüchliche Grabungsberichte. Zudem beschrieb er die Straten sehr undifferenziert. 1956 wurde in einer weiteren Grabung versucht, die ursprüngliche Schichtenfolge durch Schnitte in noch verbliebenen Sedimenten nachzuvollziehen, was jedoch nur teilweise gelang.
Die Ausgrabungen im Jahr 1913 konzentrierten sich auf den hinteren Teil der Höhle. Die oberen, warmzeitlichen Schichten hatten hier eine Stärke von bis zu 2 m und eine schwarze bis grau-braune Färbung. Sie enthielten bronzezeitliche und neolithische Gefäßscherben, mehrere Klingen und Knochen von Nutztieren. Darunter folgten eine gelblich-graue Lehmschicht mit Resten von Wollnashorn, Ren und Nagetieren und eine mit Kalksteinschutt versetzte Schicht gelben Lehms, die überwiegend Knochen von Höhlenbären enthielt. An Werkzeugen stammen aus diesen Horizonten eine Knochennadel, eine Moustérien-Spitze, und eine grob behauene Blattspitze.
1915 stieß man auf den mit gelbem und rotem Lehm verfüllten, nach unten abzweigenden Seitengang. In ihm und dem sich anschließenden Kuppel-Raum fand sich der größte Teil des  jung- und mittelpaläolithischen Inventars, darunter lithische Artefakte, die heute aufgrund ihrer Typologie den Kulturstufen des Gravettien und Szeletien zugerechnet werden. 104 Stücke tragen die für das Jankovichien typische Merkmale. Als älteste Geräte gelten ein Halbkeil und ein Schaber aus dem Moustérien, die 1925 im untersten von drei Feuerstellen-Horizonten im Kuppel-Raum gefunden wurden.
Neben zwölf Knochenspitzen mit massiver bzw. gespaltener Basis stammen aus dem hinteren Höhlenteil ein Elfenbein-Stab und ein mit gravierten Ornamenten verziertes Amulett aus demselben Material. Artefaktlisten sind nur von den Grabungen der Jahre 1915/16 erhalten, die handschriftlich verfassten Dokumente befinden sich im Ungarischen Nationalmuseum in Budapest.
Benannt ist die Höhle nach dem damaligen ungarischen Religions- und Bildungsminister Béla Jankovich (1865–1939), der die ersten Grabungskampagnen finanziell unterstützt hatte.